# 포레스트 그리핀

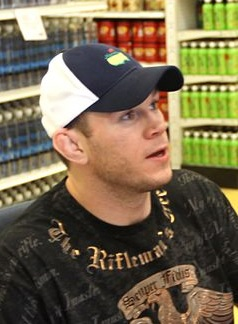

포레스트 그리핀(Forrest Griffin, 1979년 7월 1일 ~ )은 미국의 은퇴한 종합격투기 선수이다. 2013년 UFC 명예의 전당에 들어섰다. 디 얼티밋 파이터의 첫 번째 시즌을 우승하고 얼티밋 파이팅 챔피언십에서 성공적인 경력을 쌓았다.

## 영화
- 익스트림 NO. 13

## 방송
- 디 얼티밋 파이터
- 헬's 키친